# Bãi Kỳ Co
Bãi Kỳ Co là tên một bãi biển thuộc xã Nhơn Lý, tỉnh Gia Lai, Việt Nam. Bãi này nằm cách trung tâm phường Quy Nhơn khoảng 25 km về phía đông bắc, thuộc khu vực bán đảo Phương Mai.
Do đặc điểm địa hình nằm ở chân núi Phương Mai, có một mặt giáp biển và ba mặt còn lại đều là núi nên hiện nay chỉ có hai cách để đến bãi Kỳ Co. Cách thứ nhất là đi ca-nô hoặc thuyền thúng của người dân địa phương theo đường biển từ Eo Gió (trung tâm xã Nhơn Lý) và cách thứ hai là đi bằng đường bộ từ cầu Suối Cả theo sườn núi về hướng Nam.
Trước đây, Kỳ Co là một bãi tắm hoang sơ và chỉ mới được đưa vào khai thác du lịch khoảng 5 năm trở lại đây. Hiện nay, đây là một địa điểm du lịch nổi tiếng tại Quy Nhơn và được du khách ví như "Maldives của Việt Nam". Ngoài vẻ đẹp thiên nhiên với nước biển trong xanh, bãi cát màu vàng nhạt, nơi đây còn thu hút du khách bởi cảnh núi non hùng vĩ với nhiều mỏm đá lớn nhỏ. Một điểm nhấn của bãi biển này là các tảng đá ngăn nước lại thành những hồ bơi tự nhiên. Ngoài ra, Kỳ Co còn có một số hang động nhỏ ở chân núi chỉ xuất hiện khi thủy triều rút. Bên cạnh đó, du khách cũng có thể lặn ngắm san hô tại vùng biển này.